# High Voltage
High voltage —en español: Alto voltaje— es un álbum de la banda de hard rock australiana AC/DC y el primero a nivel internacional. Fue lanzado al mercado en mayo de 1976. Anteriormente, en 1975, la banda había lanzado dos discos solo en Australia: un disco del mismo nombre y otro llamado T.N.T. El disco internacional está formado por dos temas de aquella versión y siete del disco T.N.T. El disco tuvo un importante éxito en distintos lugares, destacando en Estados Unidos donde vendió unas tres millones de copias.
El disco fue relanzado al mercado en el 2003 como parte de la serie Remasters.

## Lista de canciones
| N.º | Título                                                    | Escritor(es)      | Duración |  |
| 1.  | «It's a Long Way to the Top (If You Wanna Rock 'n' Roll)» | Scott/Young/Young | 5:02     |  |
| 2.  | «Rock 'n' Roll Singer»                                    | Scott/Young/Young | 5:04     |  |
| 3.  | «The Jack»                                                | Scott/Young/Young | 5:53     |  |
| 4.  | «Live Wire»                                               | Scott/Young/Young | 5:52     |  |
| 5.  | «T.N.T.»                                                  | Scott/Young/Young | 3:35     |  |
| 6.  | «Can I Sit Next to You Girl»                              | Young/Young       | 4:12     |  |
| 7.  | «Little Lover»                                            | Scott/Young/Young | 5:40     |  |
| 8.  | «She's Got Balls»                                         | Scott/Young/Young | 4:51     |  |
| 9.  | «High Voltage»                                            | Scott/Young/Young | 4:14     |  |

## Personal

### Banda
- Bon Scott – vocalista, gaitas en "It's a Long Way to the Top"
- Angus Young – guitarra líder
- Malcolm Young – guitarra rítmica, coros
- Mark Evans – bajo, coros
- Phil Rudd y Tony Currenti (este último en Little Lover, y She's Got Balls)[3][4] – batería

### Personal técnico
- Harry Vanda - productor
- George Young - productor
- Michael Putland - fotógrafo

## Certificación
| País           | Ventas    | Certificación |
| -------------- | --------- | ------------- |
| Estados Unidos | 3 000 000 | 3x Platino    |

## Posiciones en listas

### Álbum
| Lista             | Máxima posición |
| ----------------- | --------------- |
| The Billboard 200 | 146             |